# 성관계를 갖지 않는 혼인
성관계를 갖지 않는 혼인은 두 배우자 사이에 성행위가 거의 또는 전혀 발생하지 않는 결혼 결합을 말한다. 1992년 미국 국민 건강 및 사회 생활 조사에 따르면 18세에서 59세 사이의 기혼 응답자 중 2%가 지난 1년 동안 성적인 친밀감을 갖지 않았다고 답했다. 65~80세 기혼 응답자의 비교적 92%가 지난 1년간 성적 친밀감을 전혀 경험하지 않았다고 답했다. 비성적 결혼의 정의는 성적 친밀감이 1년에 10회 미만으로 발생하는 결혼을 포함하도록 확대되는 경우가 많으며, 이 경우 국민 건강 및 사회 생활 조사에 참여한 커플의 20%가 해당 범주에 속하게 된다. 다른 연구에 따르면 50세 미만 기혼 인구의 10% 이하가 지난 1년간 성관계를 갖지 않은 것으로 나타났다. 또한 40세 미만에서 1년에 몇 번, 심지어는 매달 성관계를 갖는다고 보고한 비율은 20% 미만이다.

## 같이 보기
- 무성애